# Panaitolikósz GFSZ
A Panaitolikósz GFSZ (görögül: Παναιτωλικός Γυμναστικός Φιλεκπαιδευτικός Σύλλογος, magyar átírásban: Panaitolikósz Gimnasztikósz Filekpaideftikósz Szíllogosz) egy görög labdarúgócsapat melynek székhelye Agrínioban található. Jelenleg a görög élvonalban szerepel. 
Hazai mérkőzéseiket a 7500 fő befogadására alkalmas Panaitolikósz Stadionban játsszák.

## Történelem
A klubot 1926-ban alapították. Leginkább alacsonyabb osztályú bajnokságokban szerepeltek, ahol több alkalommal voltak bajnokok. A negyedosztályt 1989-ben nyerték meg. A harmadosztályban három (1985, 1992, 1996), míg a másodosztályban két (1975, 2011) alkalommal zártak az élen. 
A 2012–2013-as szezon végén negyedik – rájátszást érő helyen végezetek a másodosztályban és feljutottak az első osztályba.

## Sikerei
Görög másodosztály
1. hely (2): 1975, 2011
Görög harmadosztály
1. hely (3): 1985, 1992, 1996
Görög negyedosztály
1. hely (1): 1989

## Keret
2013. augusztus 14.
| #  |     | Poszt | Név                  |
| -- | --- | ----- | -------------------- |
| 1  | BRA | K     | Rafael Bracalli      |
| 2  | GRE | V     | Dimitris Koutromanos |
| 3  | GRE | V     | Vasilis Golias       |
| 4  | FRA | V     | Cyril Kali           |
| 5  | GRE | V     | Georgios Kousas      |
| 6  | GRE | KP    | Hussein Mumin        |
| 7  | SEN | CS    | Henri Camara         |
| 8  | GRE | KP    | Pashalis Melissas    |
| 9  | GRE | CS    | Vasilis Metaxoulis   |
| 10 | GRE | KP    | Giorgos Theodoridis  |
| 11 | GRE | CS    | Giannis Pasas        |
| 14 | GRE | KP    | Giorgos Mygas        |
| 15 | ARG | KP    | Fernando Godoy       |
| 17 | ARG | KP    | Mauro Poy            |
| 18 | BRA | KP    | Júnior               |
| 19 | GRE | KP    | Stelios Sfakianakis  |

| #  |     | Poszt | Név                                  |
| -- | --- | ----- | ------------------------------------ |
| 20 | GRE | KP    | Alexandros Kalogeris                 |
| 21 | GRE | K     | Manolis Stefanakos                   |
| 22 | BRA | V     | Rodrigo Galo (kölcsönben a Bragatól) |
| 23 | GRE | K     | Giannis Takidis                      |
| 27 | GRE | KP    | Michalis Bakakis                     |
| 28 | GRE | KP    | Stefanos Papoutsogiannopoulos        |
| 30 | GRE | V     | Filippos Darlas                      |
| 31 | GRE | CS    | Nikos Milios                         |
| 38 | CMR | V     | André Bikey                          |
| 44 | GRE | CS    | Ilias Ioannou                        |
| 56 | ITA | V     | Giuseppe Aquaro                      |
| 77 | GRE | CS    | Christos Koutsospyros                |
| 85 | GRE | KP    | Giorgos Smiltos                      |
| 88 | SRB | CS    | Milan Bojović                        |
| 89 | SUI | KP    | Damian Bellón                        |

## Külső hivatkozások
- Hivatalos honlap (görögül)
- Adatlapja az uefa.com-on (angolul)
- Legutóbbi eredményei a soccerway.com-on (angolul)